# Делоне, Соня
Соня Делоне́ (или Терк-Делоне́, фр. Sonia Delaunay, настоящее имя — Сара Эльевна (София Ильинична) Штерн; 1 (13) ноября 1885, Одесса, Херсонская губерния — 5 декабря 1979, Париж) — французская художница-абстракционистка еврейского происхождения.

## Биография и творчество
Родилась 1 (13) ноября 1885 года года в Одессе и, согласно автобиографии, некоторое время в раннем детстве провела в Градижске Кременчугского уезда Полтавской губернии, где её отец Эля (Элья) Иосьевич Штерн (1858—1917), владимир-волынский мещанин, выпускник Еврейского ремесленного училища общества «Труд» на улице Базарной, № 17 (Одесса), работал управляющим на гвоздильном заводе. Мать — Хана Тевелевна (Товьевна) Штерн (урождённая Терк, 1863—1931) — происходила из Одессы. Родители сочетались браком 21 мая 1885 года в Одессе. Была старшим ребёнком в семье, у неё были два младших брата — Зейлик (1888—1893) и Соломон (1892—1937).
Семья вернулась из Градижска в Одессу не позднее 1887 года и поселилась в доме Степанова на Прохоровской улице, № 28, квартира 9; отец устроился механиком при фабрике по производству крючков к дамским платьям. Соня же с 1890 или 1892 года жила в Санкт-Петербурге, воспитывалась в семье дяди по материнской линии, процветающего адвоката Генриха Тимофеевича (Гениха Товиевича) Терка и его жены Анны Сергеевны (Израилевны) Зак (1856—1911), дочери философа и семитолога Израиля Исааковича Зака (1831—1904), племянницы крупного петербургского банкира и финансиста Абрама Исааковича Зака (1828—1893) и публициста-палестинофила Григория Яковлевича Сыркина (1838—1922). Генрих Тимофеевич Терк (1847—1917) был членом правления издательства и акционерного общества «Брокгауз и Ефрон», возглавлял правления Богатовского сахарного завода, Ириновско-Шлиссельбургского промышленного общества, товарищества Сергинско-Уфалейских горных заводов, акционерного общества Финляндского лёгкого пароходства. Другие дяди — выпускник Медико-хирургической академии (1881) Яков Тевелевич (Тимофеевич) Терк (1850—?), работал железнодорожным врачом в Либаве, а в 1920—1930-е годы — в Крыму; Марк Тевелевич Терк, владелец конторы по продаже сельскохозяйственного оборудования в Одессе (ул. Градоначальницкая, 8).
Хотела быть удочерённой семьёй Терк, но не получив разрешения матери, взяла псевдоним Соня Терк. Семейство путешествовало по Европе и она в детстве побывала в крупнейших европейских музеях. Её способности в живописи были замечены школьным учителем рисования, по его совету она в восемнадцатилетнем возрасте отправилась учиться в Художественную академию Карлсруэ. В 1905 году, прочитав книгу Юлиуса Мейера-Грефе «Мане и его круг», решила переехать в Париж как центр искусств.
В Париже она осталась недовольна академической манерой преподавания, зато много времени проводила в художественных галереях. Находилась под влиянием Ван Гога, Гогена, Руссо, фовистов. Вышла замуж за немецкого коллекционера, галериста и художественного критика Вильгельма Уде в 1908 году. В 1909 году познакомилась с художником Робером Делоне, в 1910 году развелась с первым мужем и вышла замуж за Делоне (она уже была беременна от него).
Под влиянием кубистов Соня Делоне после 1911 года уходит в своих работах от натурализма и фигуративности в сторону геометрии и абстракции, экспериментирует с ритмом и с разложением цвета. В 1913 году Аполлинер, который познакомил супругов Делоне с Блезом Сандраром, назвал версию кубизма, которую развили в своих работах Соня и Робер, орфизмом. Соня создала иллюстрации к кубистической поэме Сандрара «Проза о транссибирском экспрессе и маленькой Жанне Французской» (1913, геометризм этой работы повлиял на поиски Пауля Клее).
В 1914—1920 годах супруги жили в Испании и Португалии, подружились с местными художниками. В Испании Соня Делоне познакомилась с Сергеем Дягилевым, возобновляла сгоревшие декорации Льва Бакста к балету «Клеопатра» в постановке Михаила Фокина для его представления в Лондонском Колизеуме(1918).
В 1920 году, по возвращении в Париж, Соня Делоне открыла модное ателье. В 1925 она участвовала в Международной выставке декоративного искусства вместе с Александрой Экстер, Натаном Альтманом, Давидом Штеренбергом, Надеждой Ламановой. Вскоре стала крупнейшим мастером ар-деко, её находки широко использовались в дизайне, керамике, сценографии, рекламе.
В 1930-е годы была близка к абстракционистским поискам Кандинского, Мондриана, Б. Хепуорт, М. Сёфора.
Известна также как иллюстратор книг, разработчица узоров для тканей «haute couture» и театральных костюмов. Работала также над скульптурой, керамикой и в технике акварели. По её эскизам в Германии была издана колода игральных карт с рисунками в кубистском стиле (Bielefelder Spielkartenfabrik GmbH, 1965 г.). Вместе со своим мужем участвовала в оформлении Парижской Всемирной выставки 1937 года, для которой создала панно величиной в 235 м². Также вдвоём с Робером Делоне организовала парижский салон искусств Реалите Нувель.

## Признание
Соня Делоне — первая художница, имевшая персональную выставку в Лувре (1964). В 1975 году стала офицером Ордена Почётного легиона.

## Семья
Брат — Соломон Ильич Штерн (28 июля 1892 — 19 сентября 1937), участник Первой мировой войны (служил в 39-м пехотном Томском полку), полный георгиевский кавалер (1917), эсер; как видный меньшевик с 1922 года провёл 15 лет в тюрьмах, ссылках и лагерях (в том числе на Соловках), умер в тюремной больнице Красноярского УНКВД 19 сентября 1937 года.
Сын Сони и Робера, Шарль Делоне (1911—1988), был крупным музыкальным обозревателем, менеджером, фанатом и историком джаза.
Двоюродный брат — инженер Александр Яковлевич Терк (16 сентября 1878 — ?), литератор, переводчик, член Религиозно-философского общества, автор ряда учебных пособий.

## Память

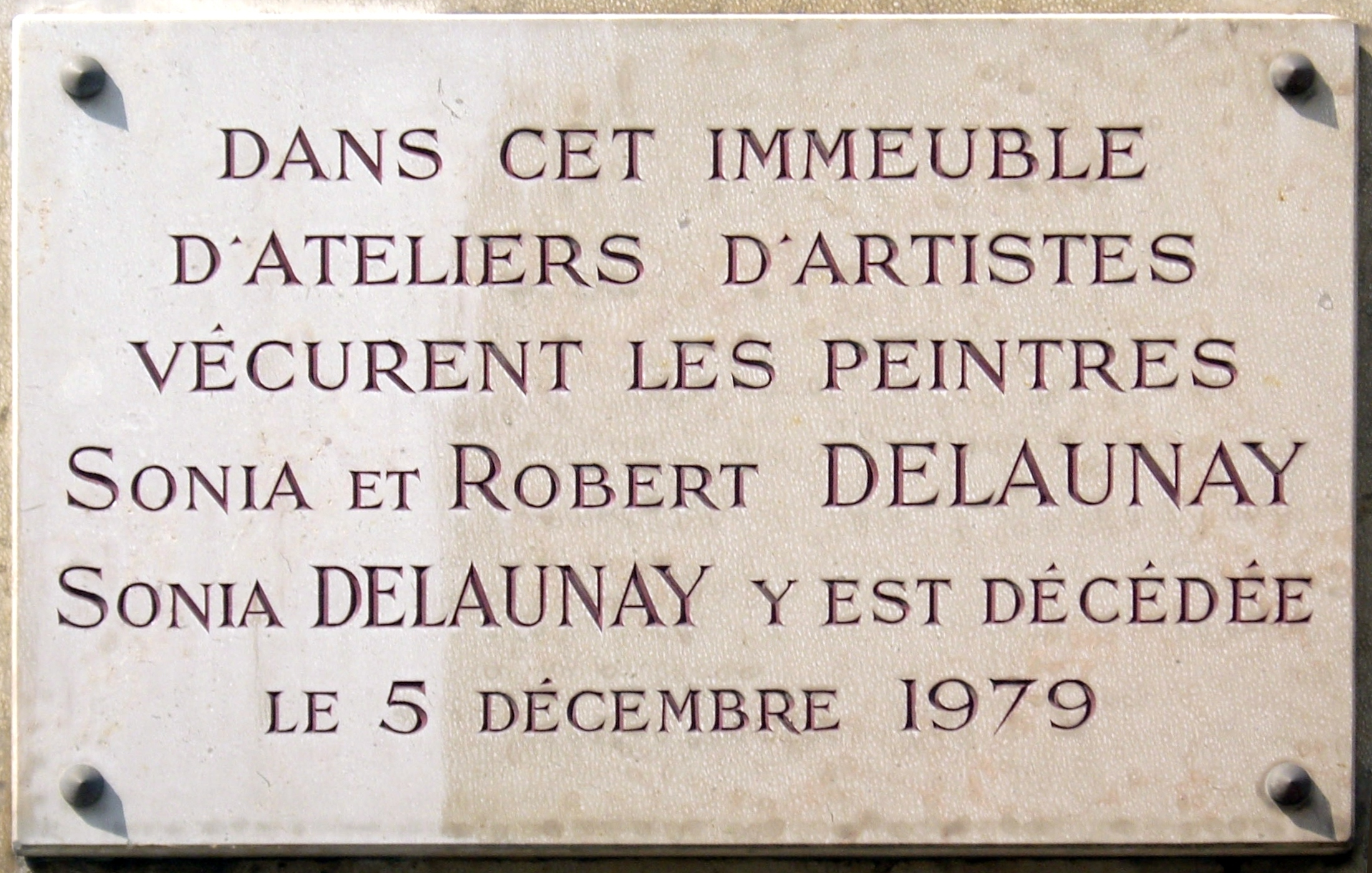
Мемориальная доска на доме № 16 на улице Святого Симона в Париже, где жили художники Робер Делоне и Соня Делоне

28 июля 2024 года в Одессе переулок Гаршина переименован в переулок Сони Делоне, которая родилась здесь в ноябре 1885 года.
12 декабря 2024 года в Киеве улица Пушкина была переименована в улицу Сони Делоне.